# Strongylopus wageri
Strongylopus wageri es una especie  de anfibios de la familia Ranidae.

## Distribución geográfica
Se encuentra en Sudáfrica y, posiblemente en Lesoto y Suazilandia.  

## Estado de conservación
Se encuentra amenazada de extinción por la pérdida de su hábitat natural.